# Janetaescincus veseyfitzgeraldi
Janetaescincus veseyfitzgeraldi är en ödleart som beskrevs av  Parker 1947. Janetaescincus veseyfitzgeraldi ingår i släktet Janetaescincus och familjen skinkar. IUCN kategoriserar arten globalt som starkt hotad.
Artens utbredningsområde är Seychellerna. Inga underarter finns listade i Catalogue of Life.